# De Gyldne Laurbær
De Gyldne Laurbær (in inglese: The Golden Laurel), in precedenza Boghandlernes Gyldne Laurbær, è uno dei più longevi e prestigiosi premi letterari danesi, istituito nel 1949. Il premio viene consegnato da Comitato del De Gyldne Laurbær, già Boghandlerklubben (Il club delle librerie). Il premio viene assegnato ogni anno a febbraio o marzo.

## Storia
In origine il premio era composto da una corona d'alloro, una spilla d'oro con un'iscrizione, dei soldi e un libro. Oggi il premio è composto da una corona d'alloro, un diploma e un libro, per un valore di 2500 corone. Il premio viene consegnato nel corso di una cerimonia organizzata dalla casa editrice che ha pubblicato il libro vincitore e dal comitato del De Gyldne Laurbær. All'inizio di gennaio di ogni anno il comitato invia le schede elettorali a tutte le librerie danesi, che scelgono fra i libri danesi pubblicati l'anno precedente. Un autore può vincere il Golden Laurel solo una volta nella vita, quindi le librerie non possono votare per un autore che ha già vinto il premio. Il vincitore è di solito uno dei bestseller dell'anno tra i libri danesi. Nel giorno in cui si decide il vincitore del Golden Laurel, il presidente del comitato premia l'autore vincente in una conferenza stampa con i giornalisti.

## Vincitori
- 1949 – Martin A. Hansen, Tanker i en skorsten
- 1950 – H.C. Branner, Rytteren
- 1951 – Jacob Paludan, Retur til barndommen
- 1952 – Karen Blixen, Babettes gæstebud
- 1953 – Aage Dons, Altid at spørge
- 1954 – Tom Kristensen, Den sidste lygte
- 1955 – Tove Ditlevsen, Kvindesind
- 1956 – Karl Bjarnhof, Stjernen blegner
- 1957 – Halfdan Rasmussen, Tosserier (7. samling)
- 1958 – Frank Jæger, Velkommen, Vinter
- 1959 – Willy-August Linnemann, Døden maa have en aarsag
- 1960 – Palle Lauring, Historiske portrætter
- 1961 – Marcus Lauesen, Mor
- 1962 – Poul Ørum, Natten i ventesalen
- 1963 – Jakob Bech Nygaard, Natten er nådig
- 1964 – Erik Aalbæk Jensen, Perleporten
- 1965 – Thorkild Hansen, Jens Munk
- 1966 – Klaus Rifbjerg, Operaelskeren
- 1967 – Jens Kruuse, Danmark i digtning og kunst
- 1968 – Anders Bodelsen, Tænk på et tal
- 1969 – Inger Christensen, Det
- 1970 – Leif Panduro, Daniels anden verden
- 1971 – Henrik Stangerup, Løgn over løgn
- 1972 – Christian Kampmann, En tid alene
- 1973 – Anna Ladegaard, Egoisterne
- 1974 – Benny Andersen, Personlige papirer
- 1975 – Bo Bramsen, Huset Glücksborg i 150 år
- 1976 – Dea Trier Mørch, Vinterbørn
- 1977 – Ebbe Kløvedal Reich, Fæ og frænde
- 1978 – Vita Andersen, Hold kæft og vær smuk
- 1979 – Johannes Møllehave, Læsehest med æselører
- 1980 – Tage Skou-Hansen, Over stregen
- 1981 – Suzanne Brøgger, Tone
- 1982 – Kirsten Thorup, Himmel og helvede
- 1983 – Dorrit Willumsen, Marie
- 1984 – Cecil Bødker, Marias barn. Drengen e Marias barn. Manden
- 1985 – Helle Stangerup, Christine (bog)
- 1986 – Paul Hammerich, Lysmageren
- 1987 – Martha Christensen, Dansen med Regitze
- 1988 – Bjarne Reuter, Den cubanske kabale
- 1989 – Ib Michael, Kilroy, Kilroy
- 1990 – Peter Seeberg, Rejsen til Ribe
- 1991 – Leif Davidsen, Den sidste spion
- 1992 – Lise Nørgaard, Kun en pige
- 1993 – Peter Høeg, De måske egnede (I quasi adatti)
- 1994 – Jørn Riel, Cirkulæret
- 1995 – Henrik Nordbrandt, Ormene ved himlens port
- 1996 – Carsten Jensen, Jeg har set verden begynde
- 1997 – Jane Aamund, Colorado drømme
- 1998 – Jens Christian Grøndahl, Lucca
- 1999 – Svend Åge Madsen, Genspejlet
- 2000 – Anne Marie Løn, Kærlighedens rum
- 2001 – Hans Edvard Nørregård-Nielsen, Riber Ret
- 2002 – Jakob Ejersbo, Nordkraft
- 2003 – Jette A. Kaarsbøl, Den lukkede bog
- 2004 – Christian Jungersen, Undtagelsen
- 2005 – Morten Ramsland, Hundehoved
- 2006 – Knud Romer, Den som blinker er bange for døden
- 2007 – Jens Smærup Sørensen, Mærkedage
- 2008 – Hanne-Vibeke Holst, Dronningeofret
- 2009 – Ida Jessen, Børnene
- 2010 – Jussi Adler-Olsen, Journal 64 (Paziente 64)
- 2011 – Helle Helle, Dette burde skrives i nutid
- 2012 – Kim Leine, Profeterne i Evighedsfjorden
- 2013 – Anne-Cathrine Riebnitzsky, Forbandede yngel
- 2014 – Sara Blædel, Kvinden de meldte savnet
- 2015 – Jesper Stein, Aisha
- 2016 – Merete Pryds Helle, Folkets skønhed
- 2017 – Jesper Wung-Sung, En anden gren
- 2018 – Leonora Christina Skov, Den, der lever stille
- 2019 – Sara Omar, Skyggedanseren
- 2020 – Stine Pilgaard, Meter i sekundet
- 2021 – Thomas Korsgaard, Man skulle nok have været der
- 2022 – Maren Uthaug, 11%[3]
- 2023 – Kim Blæsbjerg, De bedste familier
- 2024 – Benjamin Koppel, Sommerfuglens stemme[4]